# Grand Prix moto du Canada

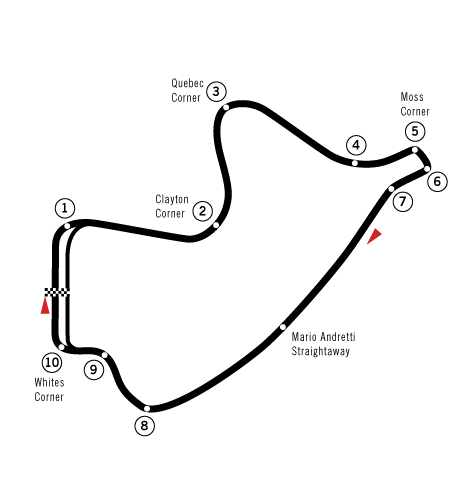
Le circuit de Mosport

Le Grand Prix moto du Canada était une épreuve de vitesse moto.
Cette course a fait partie du Championnat du monde de vitesse moto en 1967.

## Vainqueurs du Grand Prix moto du Canada
Les cases roses indiquent les courses qui n'ont pas fait partie du championnat du monde de vitesse moto.
| Saison | Circuit | 125 cm3           | 250 cm3                 | 500 cm3                 | Résultats |
| ------ | ------- | ----------------- | ----------------------- | ----------------------- | --------- |
| 1962   | Mosport |                   | Jess Thomas (MotoBi)    | Ivor Lloyd (Norton)     | Résultat  |
| 1965   | Mosport |                   | Jody Nicholas (Bultaco) | Roger Beaumont (Norton) | Résultat  |
| 1967   | Mosport | Bill Ivy (Yamaha) | Mike Hailwood (Honda)   | Mike Hailwood (Honda)   | Résultat  |